# Ниста, Алессандро
Алессандро Ниста (итал. Alessandro Nista; род. 10 июля 1965, Монкальери) — итальянский футболист, выступавший на позиции вратаря.

## Биография
За свою карьеру на профессиональном уровне Ниста выступал в составах таких команд как «Сорренто», «Пиза», «Лидс Юнайтед», «Анкона», «Парма» и «Торино», однако практически всегда он считался только запасным голкипером. В составе «Пизы» Ниста выиграл Серию B в сезоне 1984/85 года, а также Кубок Митропы в сезоне 1987/88 года. В составе «Лидс Юнайтед» Ниста стал победителем второго дивизиона Футбольной лиги в сезоне 1989/90 года, однако из-за травмы ему не удалось остаться в команде на длительный срок. В «Парме» Ниста выиграл Кубок Италии и Кубок УЕФА, хотя в основном он в очередной раз считался запасным вратарём команды и редко выходил на поле. В общей сложности Ниста провел 66 матчей в Серии А, 114 в Серии В и три игры в Серии С1. Марко ван Бастен забил в ворота Алессандро Нисты с разницей в шесть лет как свой первый, так и последний мяч в Серии А. Ниста выступил и за сборную Италии до 21 года, это произошло в 1988 году. Он провёл в её составе три матча.
После завершения игровой карьеры Ниста стал тренером вратарей, в 2009 году он даже успел в качестве тренера поработать с бывшим партнёром по «Парме» Джанлуиджи Буффоном.

## Достижения
«Пиза»
- Победитель Серии B: 1984/85
- Обладатель Кубка Митропы: 1987/88

«Лидс Юнайтед»
- Победитель Второго дивизиона Футбольной лиги: 1989/90

«Парма»
- Обладатель Кубка Италии: 1998/99
- Обладатель Кубка УЕФА: 1998/99

«Торино»
- Победитель Серии B: 2000/01